# Ophthalmis bismarcki
Ophthalmis bismarcki là một loài bướm đêm trong họ Noctuidae.